# Jean Baron
Pour les articles homonymes, voir Baron.
Jean Baron est un sonneur de bombarde français, né le 26 septembre 1951 à Saint-Malo.

## Biographie
Il s'initie à la bombarde dès l'âge de dix-huit ans, au Cercle d'Outre-Ille de Saint-Grégoire. Là, il rencontre le sonneur de binioù kozh, Christian Anneix, avec qui il fait équipe depuis. Jean Baron participe à de nombreuses formations : en duo Baron-Anneix, Baron-Guesquière, Epinette-Baron, Baron-Ricordel, en double duo Baron-Anneix, Le Meur-Toutous, Baron- Salaün en trio Baron-Anneix-L'Hyver, Baron-Anneix-Manzano, et en groupe avec Gwenva et La Godinette.
Jean Baron est aussi professeur de danse traditionnelle au Conservatoire Régional de Ploemeur (près de Lorient). Il est titulaire du Diplôme d'État en musique traditionnelle (bombarde) depuis 1983. Il participe aussi au renouveau de la veuze (cornemuse du pays nantais).
En compagnie de Michel Guesquière, il donne également des concerts de bombarde et orgue.
En 2013, il publie sa première autobiographie, Chemins de sonneur, narrant ses souvenirs, ses rencontres et ses premières expériences. En 2017, un tome 2 retrace son parcours musical et de manière plus générale le renouveau musical breton et celtique.
Il est également multi-instrumentiste en pratiquant la bombarde, le biniou koz, le bagpipe, la veuze, les whistles, l'ocarina (qu'il fabrique lui-même), le violon et ben sur le chant traditionnel. 

## Récompenses
Plusieurs fois champion de Bretagne des sonneurs par couple avec Christian Anneix et Georges Épinette. Jean Baron et Christian Anneix forment l'un des couples de sonneurs bretons les plus réputés. Depuis 1973, ils croisent la bombarde et le biniou kozh si habilement qu'ils ont été de nombreuses fois champions de Bretagne et lauréats du prix Matilin an Dall au Festival Interceltique de Lorient 2001. Jean Baron est devenu l'un des musiciens traditionnel les plus renommés de Bretagne.

## Discographie
- 1976 Baron-Anneix-Lemeur-Toutous BOMBARDE ET BINIOU-KOZ Coop Breizh
- 1978 Baron-Anneix BOMBARDE ET BINIOU-KOZ vol 2 Coop Breizh SB369
- 1978 La Godinette CHANTS ET DANSES DE BRETAGNE Coop Breizh SB375
- 1981 Baron-Anneix-L'Hyver BOMBARDE, BINIOU-KOZ ET TAMBOUR, Vol 1 Arion ARN33580
- 1982 Baron-Anneix-L'Hyver BOMBARDE, BINIOU-KOZ ET TAMBOUR, Vol 2 Arion ARN33692
- 1984 La Godinette LE JEUNE FOU ET LE VIEUX SINGE Coop Breizh SB415
- 1986 Gwenva MUSIQUES TRADITIONNELLES DE BRETAGNE Keltia Musique RSK190
- 1988 Baron-Anneix DANSES DE BRETAGNE Keltia Musique KMCD07
- 1991 Sonj SONJ Keltia Musique KMCD
- 1992 Baron-Anneix DANSAL E BREIZ Keltia Musique KMCD41
- 1992 Gwenva LE PARADIS DES CELTES Auvidis B6763
- 1993 Baron-Anneix TONIOU BASTIAN AR SONER Ass. des Bretons en Anjou 70431
- 1994 La Godinette C'EST ENTRE NOUS LES JEUNES FILLES Griffe Sony GRI 190482
- 1995 Baron-Epinette HOMMAGE A JEAN MAGADUR Keltia Musique KMCD 57
- 1996 Baron-Anneix E BRO ROUE MORVAN Keltia Musique KMCD48
- 1996 Baron-Ghesquière MUSIQUE SACRÉE ET MÉLODIES BRETONNES Keltia Musique KMCD 79
- 1997 Allot-Baron-Epinette Kerieu - Villages entre Scorff et Blavet (Festival de Lorient)
- 1997 La Godinette JEUNES FILLES ET CONSCRITS Pluriel 350132
- 1999 Baron-Anneix SONAOZADUR Keltia Musique
- 1999 Cœur de Celte AUTRES CHEMINS Hentoù All
- 1999 Yves Defrance L'ARCHIPEL DES MUSIQUES BRETONNES Cité de la Musique
- 2000 Baron-Anneix-Mansano KEJADENN Keltia Musique KMCD108
- 2000 Pedenn PEDENN Keltia Musique KMCD109
- 2000 Baron-Anneix-L'Hyver MUSIQUE TRADITIONNELLE DE BRETAGNE Arion
- 2001 Baron-Anneix DANSOU TRO BREIZH Keltia Musique
- 2003 Baron-Anneix HENTAD JOURNEY Keltia Musique
- 2003 Epinette-Baron War Roudou en Arboulet, Sur les traces de Jean-Louis Larboulette éditeur-date Coop Breizh
- 2005 Jean Baron BREHAT (veuze solo) Autoproduction
- 2006 Baron-Anneix Anne Auffret BERJELENN Keltia Musique

### Participations et compilations
- 1979 ETREAMB NI BAMBOCHERION 33 tours Bas 307
- 1984 40° ANNIVERSAIRE DE B.A.S. Compil. 33 tours RS Bas 309
- 1984 CHANTS, DANSES ET MELODIES DE BRETAGNE Compil. 33 tours Ar folk SB 405/406
- 1985 VENT D'OUEST 33 tours ARION
- 1991 LES MUSIQUES DE BRETAGNE Compil. CD Keltia Musique KMCD19
- 1991 BOGUE D'OR 1990 K7 Dastum, Gr. Pays de Vilaine DAS117
- 1992 MUSIQUE DU MONDE Compil. CD Keltia Musique, Buda ADE670
- 1993 VOYAGE MUSICAL. Compilation CD Auvidis B6790
- 1993 ZISKAKAN. CD Polygram 514974.2 (métissage avec un groupe réunionnais)
- 1993 MONTERFIL EN FÊTE K7 Carrefour de la Galésie FIL01K
- 1994 QUAND LES BRETONS PASSENT A TABLE CD Dastum DAS121

Le volume 2 de chants en pays Gallo est enregistré au studio TOOT à Saint-Brieuc. Sur cet album, Jean Baron s'est entouré de sa fille Maëla, de sa compagne Sabine sa compagne, de son fils Florian à l'oud et à la guitare et de l'accordéoniste Patrick Lefebvre. Sa sortie est prévue pour le 24 septembre 2011, jour où Jean Baron fêtera ses 60 ans.